# Chirindites odendaali
Chirindites odendaali är en insektsart som beskrevs av Willy Adolf Theodor Ramme 1929. Chirindites odendaali ingår i släktet Chirindites och familjen Pyrgomorphidae. Inga underarter finns listade i Catalogue of Life.